# Marguerite Davis
Marguerite Davis (Racine, Wisconsin, 16 de septiembre de 1887-19 de septiembre de 1967) fue una bioquímica estadounidense, codescubridora de las vitaminas A y B con Elmer Verner McCollum en 1913.
En su autobiografía de 1964, McCollum atribuye su éxito en investigación nutricional a Davis y Stephen Babcock.
Davis obtuvo una licenciatura en economía doméstica en 1910 en la Universidad de California en Berkeley. Luego regresó a la Universidad de Wisconsin, donde comenzó pero no completó una maestría.  Se mudó a Nueva Jersey, para trabajar para la Squibb Pharmaceutical Company, y más tarde regresó a la Universidad de Wisconsin para enseñar e investigar durante varios años.
En 1913, Davis y McCollum identificaron lo que entonces denominaron A soluble en grasa y B soluble en agua, que más tarde pasaron a llamarse vitaminas A y B después de una larga investigación en ratas.
Davis fundó el laboratorio de nutrición de la Universidad de Wisconsin. Más tarde, ayudó a la Universidad Rutgers en Nueva Jersey a crear un laboratorio de nutrición como parte de su Escuela de Farmacia. Se dedicó a la historia y jardinería después de su retiro en 1940.
Falleció en Racine, Estados Unidos, tres días después de haber cumplido ochenta años, el 19 de septiembre de 1967.